# Yoo Changhyuk
Yoo Changhyuk (coréen : 유창혁 ; hanja : 劉昌赫, aussi transcrit Yu Ch'ang-hyeok), né le 25 avril 1966, est un joueur de go professionnel, en Corée du Sud.

## Biographie
Yoo Changhyuk est l'un des meilleurs joueurs de go coréens. Yoo est devenu professionnel en 1984, et a atteint le grade de 9e dan en 1996. Il a remporté de nombreux titres coréens et internationaux.

## Titres
| Titre                 | Années      |
| --------------------- | ----------- |
| Titres nationaux      | 9           |
| Wangwi                | 1991 - 1994 |
| Kisung                | 1991        |
| KBS Baduk Wang        | 1995        |
| Chunwon               | 1996        |
| Coupe Maxim           | 2001, 2002  |
| Coupe GS Caltex       | 1996        |
| Taewang               | 1984, 1988  |
| Daewang               | 1988        |
| Coupe Baccus          | 1993        |
| Coupe Paedal          | 1998, 1999  |
| Coupe KT              | 2003        |
| Paewang               | 2003        |
| Titres internationaux | 6           |
| Coupe LG              | 2002        |
| Coupe Samsung         | 2000        |
| Coupe Fujitsu         | 1993, 1999  |
| Coupe Chunlan         | 2001        |
| Coupe Ing             | 1996        |